# Arne Sejersted
Arne Nannestad Sejersted (ur. 18 lipca 1877 w Trondheim, zm. 17 grudnia 1960 w Lillesand) – norweski żeglarz, olimpijczyk, zdobywca złotego medalu w regatach na Letnich Igrzyskach Olimpijskich w 1920 roku w Antwerpii.
Na Letnich Igrzyskach Olimpijskich 1920 zdobył złoto w żeglarskiej klasie 10 metrów (formuła 1919). Załogę jachtu Mosk II tworzyli również Charles Arentz, Willy Gilbert, Robert Giertsen, Halfdan Schjøtt, Trygve Schjøtt i Otto Falkenberg.